# Betty Jameson
Betty Jameson, née le 9 mai 1919 à Norman (États-Unis) et morte le 7 février 2009 à Boynton Beach (États-Unis), est une golfeuse professionnelle dans les années 1930, 1940 et 1950.
Elle découvre le golf durant l'adolescence et obtient très vite des résultats dans les tournois dans les années 1930 remportant à deux reprises le Championnat de golf amateur des États-Unis en 1939 et 1940 puis le Western Open en 1942.
Après la Seconde Guerre mondiale, elle devient professionnelle de golf, remporte l'Open américain en 1947 et prend part en 1950 à la création de la Ladies Professional Golf Association en tant que membre fondateur. Elle ajoute un nouveau titre de tournoi majeure avec le gain du Western Open en 1954.

## Palmarès

### Victoires professionnelles
| N° | Date       | Circuit principal | Tournoi        | Score           | Par | Marge   | Finaliste                          |
| -- | ---------- | ----------------- | -------------- | --------------- | --- | ------- | ---------------------------------- |
|    | 1942       | -                 | Western Open   | match play      |     | 9 & 7   | Phyllis Otto                       |
|    | 29/06/1947 | -                 | Open américain | 76-75-74-70=295 | - 9 | 6 coups | Polly Riley (a) Sally Sessions (a) |
|    | 1954       | LPGA              | Western Open   | match play      |     | 6 & 5   | Louise Suggs                       |